# Dniepr
Pour les articles homonymes, voir Dnepr, Dnipro (homonymie) et Dniepr (entreprise).
Ne doit pas être confondu avec Dniestr.
Le Dniepr (en russe : Днепр, Dniepr ; en biélorusse : Дняпро, Dniapro, API : /dnʲaˈpro/ ; en ukrainien : Дніпро, Dnipro API : /dnʲiˈpro/) est un fleuve de l'Europe de l'Est traversant trois pays (dont majoritairement l’Ukraine) et se jetant dans la mer Noire. Il se classe, avec ses 2 290 km, à la troisième place des fleuves d'Europe pour sa longueur. Son débit, 1 670 m3/s à son embouchure, en fait un fleuve d'importance comparable au Rhône. Il était connu sous le nom de fleuve Boristhène dans l'Antiquité.

## Étymologie
L'étymologie du Dniepr, donné Δάναπρις par les Grecs, Danaper chez Jordanès, a été analysée comme un emprunt du slave à une langue iranienne, scythique ou sarmate, d'un prototype *Dānu-apara- « le fleuve de derrière » (avestique apara- « de derrière, postérieur »). Cette étymologie est débattue entre les spécialistes. 
Pour François Cornillot, le nom du Dniepr provient de la forme alanique *Dan-napar-, le « Petit-Fils des Eaux » correspondant au dieu indo-iranien Apam Napat.
Alternativement, selon Vasily Abaev (en), le fleuve voisin Dniestr serait un mélange de « fleuve » (dānu) et d'Ister (langue thrace), l'ancien nom de la rivière : littéralement Dān-Ister (rivière Ister).

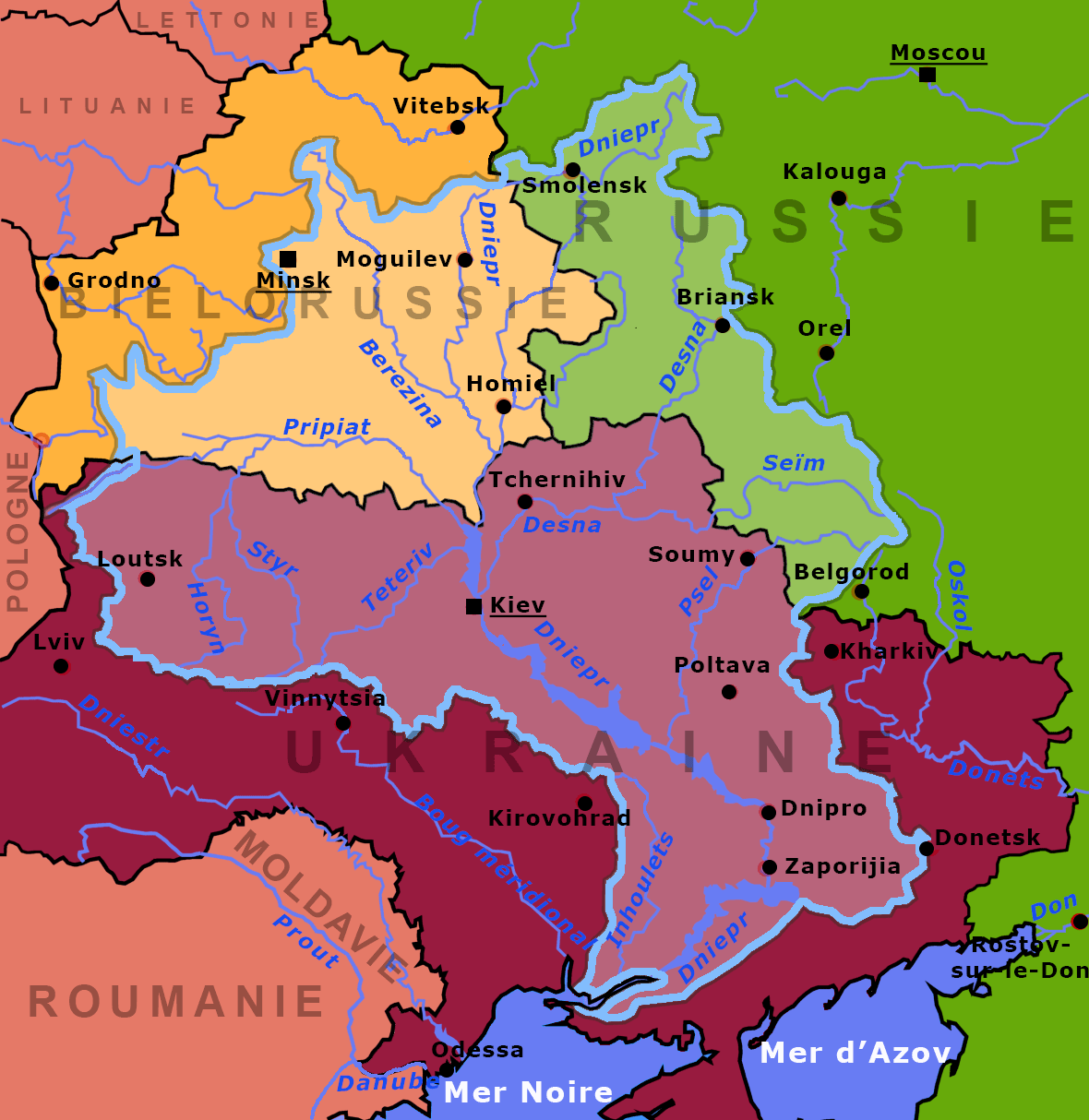
Le bassin versant du Dniepr (entouré en bleu) occupe pratiquement la moitié de la surface de l'Ukraine et déborde largement sur la Russie et la Biélorussie.

## Caractéristiques
Le Dniepr prend sa source en Russie européenne, dans les collines de Valdaï près de Novgorod, à 220 m d'altitude. Il se jette dans la mer Noire après avoir parcouru 485 km en Russie puis 595 km en Biélorussie et enfin 1 095 km en Ukraine. Par ailleurs, son cours matérialise la frontière entre la Biélorussie et l'Ukraine sur une longueur de 115 km. Son bassin versant couvre une surface de 504 000 km2, dont 289 000 situés en Ukraine. Il arrose successivement, en partant de sa source, les villes de Smolensk en Russie, d'Orcha et Moguilev en Biélorussie, de Kiev, Tcherkassy, Krementchouk, Dnipro, Zaporijjia, Nikopol et Kherson en Ukraine.
Deux de ses affluents sont célèbres :
- la Bérézina, dont le nom est devenu synonyme de déroute dans le langage courant en langue française ;
- la rivière Pripiat sur laquelle est située la centrale nucléaire de Tchernobyl qui a rejeté des radioisotopes dans l'eau de la rivière.

Son principal affluent est la Desna. Le Dniepr est relié à la rivière Boug par l'intermédiaire du canal Dniepr-Boug.
Avant les grands travaux d'aménagement dont il a fait l'objet durant l'ère soviétique, son cours était, entre Dnipro et Zaporijjia, rapide et embarrassé par des blocs de granite et des bancs de craie qui donnaient naissance à plusieurs cataractes. Le Dniepr n'avait au XIXe siècle qu'un pont, celui de Kiev ; encore s'enlevait-il l'hiver, car on passait alors le fleuve sur la glace, et la débâcle printanière l'aurait emporté. Ses eaux sont jugées à la même époque par le dictionnaire Bouillet très poissonneuses.
En 2019, le Dniepr semble menacé par plusieurs problèmes : il perdrait de la profondeur car ses affluents charrieraient de la boue ; des cyanobactéries s'y développeraient fortement en raison de la pollution ; le nombre de poissons y baisserait en raison de la surpêche ; enfin, son niveau pourrait baisser de moitié en cinquante ans en raison du réchauffement climatique.

## Description du cours

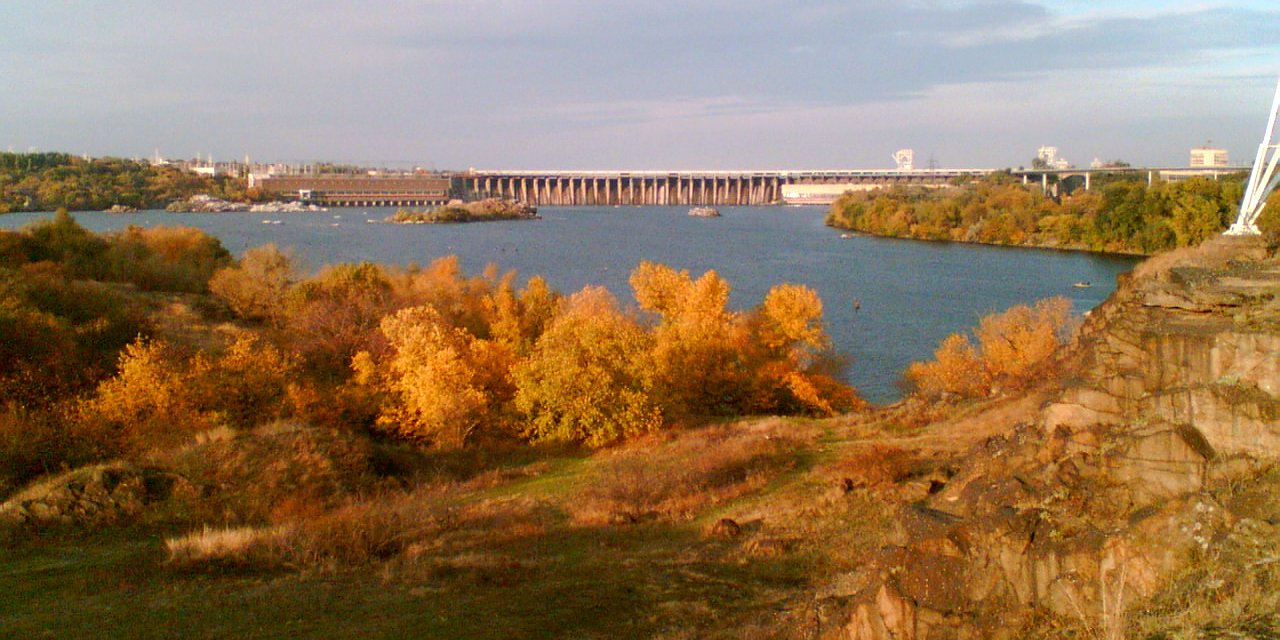
Le barrage du DniproHES.

Le cours du Dniepr peut être divisé en trois sections :
- le Dniepr supérieur, de sa source à Kiev (1 333 km) ;
- le Dniepr moyen de Kiev à Zaporijjia (536 km) ;
- le Dniepr inférieur de Zaporijjia à la mer Noire (331 km).

Le Dniepr présente toutes les caractéristiques d'un fleuve de plaine, avec une faible pente et une vitesse du courant réduite. La vitesse du courant est de 1,5 m/s pour le Dniepr supérieur et le Dniepr moyen, négligeable pour le Dniepr inférieur. Mais son cours est interrompu en plusieurs endroits par de grands barrages construits durant la période soviétique et qui sont à l'origine des grandes retenues d'eau actuelles qui ont submergé l'ancien lit. Avant la création de ces barrages la vitesse du courant atteignait 5 m/s au niveau des rapides situés juste en amont de Zaporijjia. Le niveau de l'eau varie considérablement et les rives du fleuve sont instables. Le cours du fleuve comporte de nombreux passages où son lit se rétrécit mais comporte peu de méandres. Le fleuve a une direction générale sud mais est orienté nord-ouest/sud-est entre Kiev et Dnipro et nord-est/sud-ouest entre Zaporijjia et Kherson.

### Cours supérieur

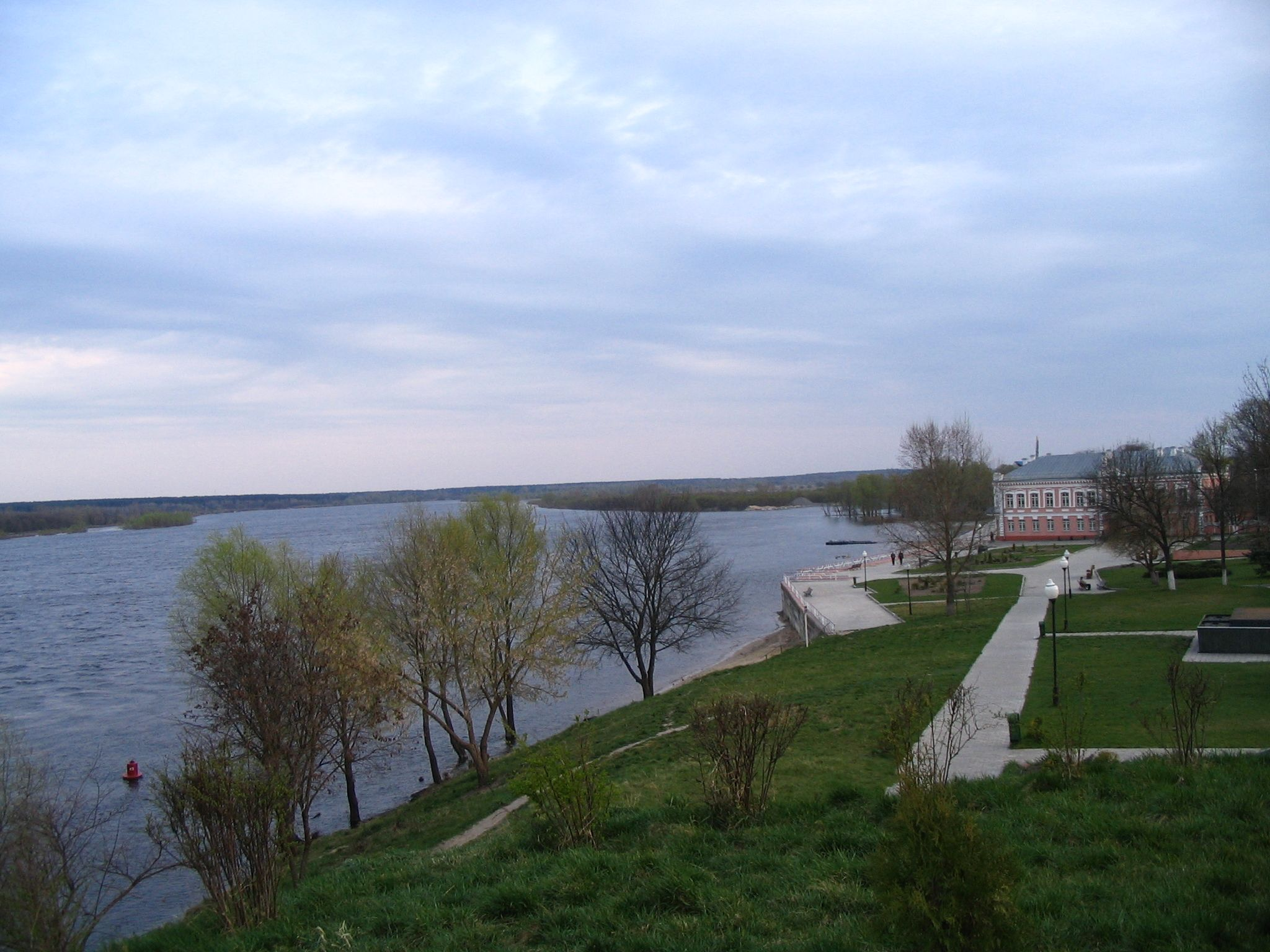
Le Dniepr à son point d'entrée en Ukraine, à Loïew.

La source du Dniepr se situe dans les collines de Valdaï, à une altitude de 220 m, dans une région de marais. À Dorogobouj, le Dniepr est un cours d'eau n'ayant pas plus de 30 m de large s'écoulant sur un plateau forestier. Entre Dorogobouj et Orcha, le fleuve devient plus large, entre 40  et   120 m et navigable. En amont d'Orcha, le fleuve franchit des terrains calcaires du dévonien et forme de petits rapides appelés rapides de Kobeliatskie. Près de Rahatchow, le fleuve pénètre dans les basses terres de Polésie et à Loïew, il entre en territoire ukrainien. À partir de Rahatchow, le fleuve s'élargit considérablement car il reçoit sur une courte distance ses principaux affluents. Il reçoit en Biélorussie sur la droite la Bérézina (longueur : 660 km ; bassin versant : 24 530 km2) et sur sa gauche la Soj (longueur : 648 km ; bassin versant : 41 400 km2). Il reçoit en Ukraine le Pripiat sur sa droite (longueur : 748 km ; bassin versant : 114 300 km2) et la Desna sur sa gauche venant de Russie (longueur : 1 126 km ; bassin versant : 88 500 km2). Après avoir reçu tous ces affluents, la surface du bassin hydrologique du Dniepr atteint 328 000 km2. Le fleuve roule 45 m3/s d'eau à Orcha, 108 m3/s à Rahatchow, 590 m3/s à Loïew (son point d'entrée en Ukraine) et 1 380 m3/s à Kiev. La partie supérieure du bassin du Dniepr est celle qui reçoit les précipitations les plus abondantes (550 à 650 mm par an) et dont la couverture forestière est la plus importante (25 % de forêt). Les marécages y sont nombreux, les plus connus étant les marais du Pripiat. Les rives du fleuve ont subi de grandes modifications à la suite de la construction d'un barrage-réservoir entre le point de confluence avec le Pripiat et Kiev.

### Cours moyen

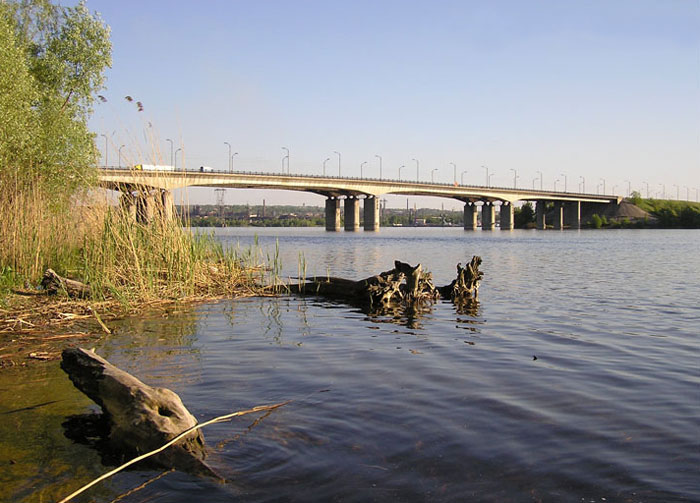
Le pont Kaidatsky sur le Dniepr à Dnipro.

De Kiev à Dnipro, la vallée du Dniepr est asymétrique. La rive droite est accidentée et ses hauteurs dominent de 100 à 150 m le fleuve : elle est profondément entaillée par des vallées transversales ; elle est recouverte de forêt et forme un paysage de collines pittoresques. La rive gauche est basse, sablonneuse, et recouverte de pinèdes : elle s'élève vers l'est graduellement en formant de larges terrasses ; la vallée du moyen Dniepr mesure de 6 à 10 km de large tandis que la largeur du fleuve varie entre 200 et 1 200 m.
La pente du fleuve entre Kiev et le point de confluence avec la Tiasmyn est faible, seulement 6 cm/km. La pente s'accentue lorsque le fleuve traverse le bouclier cristallin ukrainien. Le fleuve entaille le massif granitique sur une longueur de 90 km entre Dnipro et Zaporijjia. Avant la construction en 1932 du barrage de la centrale hydroélectrique DniproHES, le fleuve y coulait dans une étroite vallée, profonde d'une centaine de mètres. Le lit de la rivière se rétrécissait pour atteindre 300 à 800 m de large et même 175 m en son point le plus étroit. On y comptait neuf rapides et une soixantaine d'obstacles de moindre importance. La pente de la rivière atteignait 50 cm/km. Aujourd'hui cette vallée est entièrement submergée et offre un paysage complètement différent. La création d'un lac artificiel a permis de rendre cette portion de fleuve navigable et l'ouverture du port Lénine.
Le cours moyen du fleuve traverse des régions occupées par la steppe arborée et la steppe. Les précipitations (400 mm/an à Zaporijjia) sont moindres que dans la partie supérieure du bassin et la forêt ne représente plus que 5 % de la couverture végétale. Les affluents sont de taille plus modeste et leur apport en eau est plus faible. Les affluents de la rive droite sont la Stouhna (68 km), la Ros (346 km) et la Tiasmyn (194 km). Les affluents de la rive gauche sont plus longs. Il s'agit de la Soula (310 km), de la Vorskla (425 km) et de la Psel (692 km), Vorona avec sa réserve naturelle de Balka Vorona.

### Cours inférieur

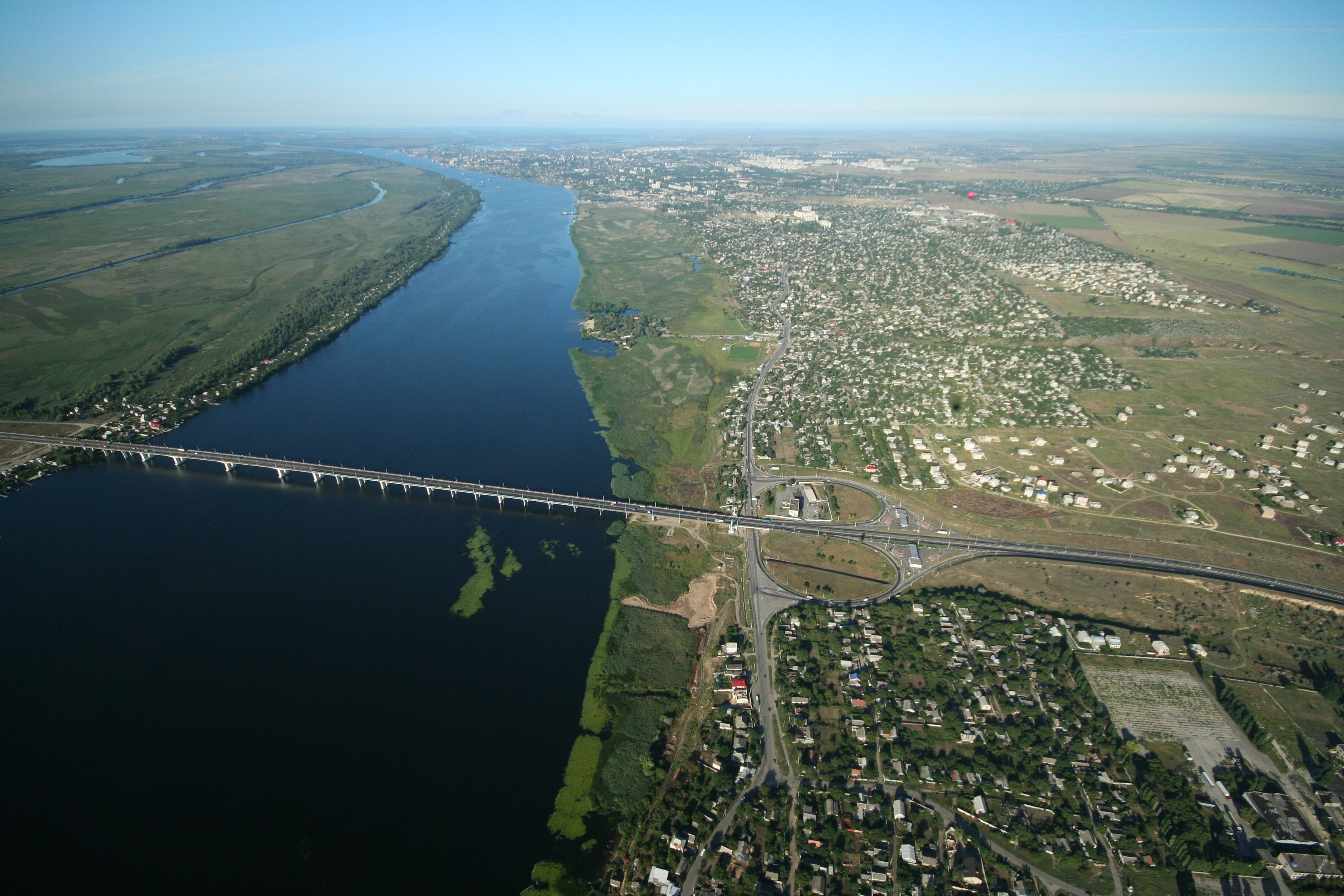
Le Dniepr à Kherson.

Après Zaporijjia, le Dniepr pénètre dans la plaine semi-aride de la steppe pontique qui borde la mer Noire (300 à 400 mm par an de pluie). La construction d'un grand barrage près de Kakhovka a noyé la plaine alluviale du fleuve jusqu'à la hauteur de Zaporijjia et a permis la création d'un réservoir d’une surface de 2 155 km2. La partie finale du cours du Dniepr commence à Kakhovka, à 106 km de l'estuaire. Là, le fleuve s'écoule sur d'épais dépôts alluvionnaires (plus de 70 m d'épaisseur) datant du quaternaire. À partir de Kherson, le fleuve se divise en plusieurs bras et forme un large delta de 350 km2 comportant de nombreux lacs et îlots. Les deux tiers du delta sont constitués de marécages et le tiers restant d'étendues d'eau. Le Dniepr termine sa course en se jetant dans l'estuaire commun au Dniepr et au Boug méridional. Les affluents du Dniepr inférieur sont l'Inhoulets (longueur : 550 km) et de petites rivières de la steppe : le Bazavlouk (longueur : 150 km), la Konka (longueur : 140 km), la Bilozerka (longueur: 88 km). La pente du Dniepr inférieur est de seulement 4,5 cm/km. Il y a deux ports à Kherson : le port fluvial et le port de commerce qui sont contigus ; le port de Mykolaïv, situé à environ quatre-vingts kilomètres au nord-ouest sur le Boug méridional, vient compléter le dispositif portuaire commercial dans l'estuaire.

## Hydrologie
Le Dniepr possède un régime nival de plaine avec une période de hautes eaux au printemps au moment de la fonte des neiges (débit moyen de 2 893 m3/s en mai) et une période d'étiage en automne (débit de 841 m3/s en septembre). Une bonne partie des eaux du fleuve proviennent de son bassin supérieur en amont de Kiev. Le débit du fleuve est en effet de 1 380 m3/s à Kiev et n'augmente plus guère par la suite celui-ci étant de 1 480 m3/s à Krementchouk et de 1 670 m3/s au niveau de son estuaire. Le Dniepr supérieur plus la Bérézina et la Soj contribuent pour 35 % au débit total du fleuve, le Pripiat pour 26 % et la Desna pour 21 %. Mais la construction des nombreux réservoirs qui ponctuent son parcours a fortement modifié le régime du fleuve, et celui-ci n'a plus rien de naturel en aval de ceux-ci. De fait, le débit du fleuve ne connaît plus d'aussi importantes variations que par le passé. Le fleuve est pris dans les glaces de début décembre à début avril dans la partie supérieure de son cours et de fin décembre à début mars dans la partie inférieure.

## Histoire

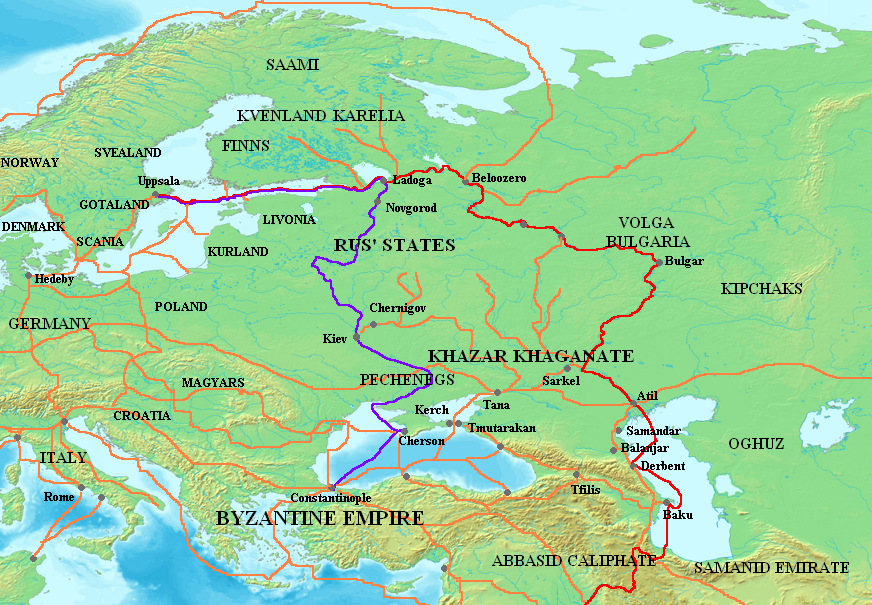
« La grande route des Varègues aux Grecs ».

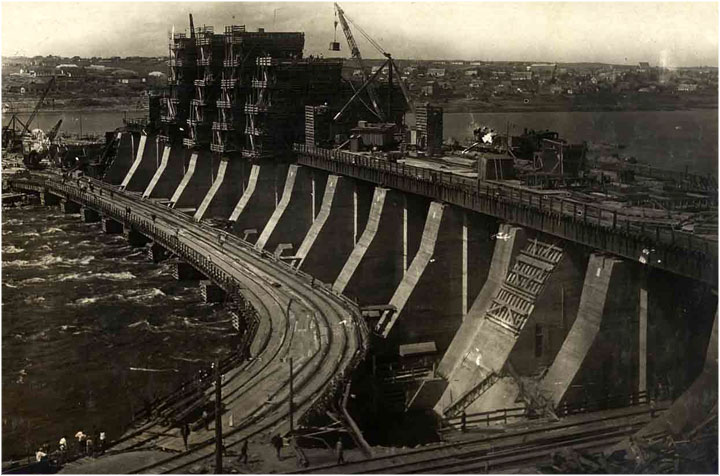
Le DniproHES en construction dans les années 1930, Ukraine.

Le Dniepr était déjà connu des anciens Grecs et le premier à l'avoir mentionné est Hérodote au Ve siècle av. J.-C. Ils le nommaient Borysthenes, un mot d'origine scythe signifiant « les vastes terres », probablement en référence à la steppe ukrainienne. Borysthenes était également le nom du cheval préféré de l'empereur Hadrien.
Au Moyen Âge, le Dniepr reliait la Rus' de Kiev à d'autres États et peuples. Une ancienne route commerciale longeait la rivière, qui dans la chronique laurentienne était appelée « la grande route des Varègues aux Grecs ». La route commerciale des Varègues aux Grecs reliait les mers Noire et Baltique et menait à Byzance.
Sur le Dniepr, la Sitch zaporogue a été fondée, d'où les cosaques se sont rendus sur les côtes ottomanes à bord de mouettes rapides. Ils descendirent les eaux du Dniepr par le détroit de Kinburn jusqu'à la mer Noire et attaquèrent les forteresses ennemies.
Dès le XIVe siècle, le Dniepr était contrôlé par le grand-duché de Lituanie (en union avec la Pologne), et depuis la conclusion de l'Union de Lublin (1569), son bassin (à l'exception du cours supérieur et de l'embouchure) se trouvait sur le territoire de la Couronne du Royaume de Pologne. Du milieu du XVIIe siècle jusqu'à la deuxième partition de la Pologne (1793), la frontière entre l'Empire polono-lituanien et l'Empire russe longeait une longue section du fleuve Dniepr.
Sous Bohdan Khmelnytskyi, le Dniepr est devenu le principal fleuve de l'État cosaque. À l'époque des « ruines », lorsque l'État de Khmelnytskyi s'est scindé en rive gauche et rive droite avec des hetmans séparés.
Au XVIIIe siècle, plusieurs canaux furent construits pour relier le fleuve à d'autres rivières ; le canal Oginski relia le Dniepr au Niémen à partir de 1783 et le canal Dniepr-Boug à la Vistule à partir de 1775. Le fleuve joue un rôle important dans l'histoire de la culture des céréales au siècle suivant.
Le pont suspendu Nicolas est un pont suspendu de quatre travées édifié à Kiev entre 1847 et 1853 : il fut en son temps le plus long pont d'Europe. Mais les plus grands travaux d'aménagement du cours du fleuve eurent lieu au cours du XXe siècle avec la construction de plusieurs grands barrages hydroélectriques qui donnèrent naissance à d'immenses réservoirs. Le premier d'entre eux, le DniproHES, fut réalisé entre 1927 et 1932. Il donna naissance à un grand lac artificiel qui submergea les rapides situés entre Dnipro et Zaporijjia. Le fleuve, dont le cours était jusque-là divisé en deux sections navigables, devint ainsi navigable sur toute sa longueur. Le barrage dut être reconstruit en 1948 à la suite de sa destruction au cours de la Seconde Guerre mondiale. Les autres barrages furent construits en 1954-1960 (Krementchouk), 1960-1964 (Kiev), 1956-1964 (Dniepr Moyen), 1963-1975 (Kaniv).
En août 1943, l'offensive de l'Armée rouge pour franchir le Dniepr fut à l'origine d'une des batailles les plus sanglantes de la Seconde Guerre mondiale, la bataille du Dniepr. La largeur considérable du fleuve et l'élévation plus importante de la rive droite à conquérir constituèrent de véritables obstacles naturels pour les troupes soviétiques.

## Affluents

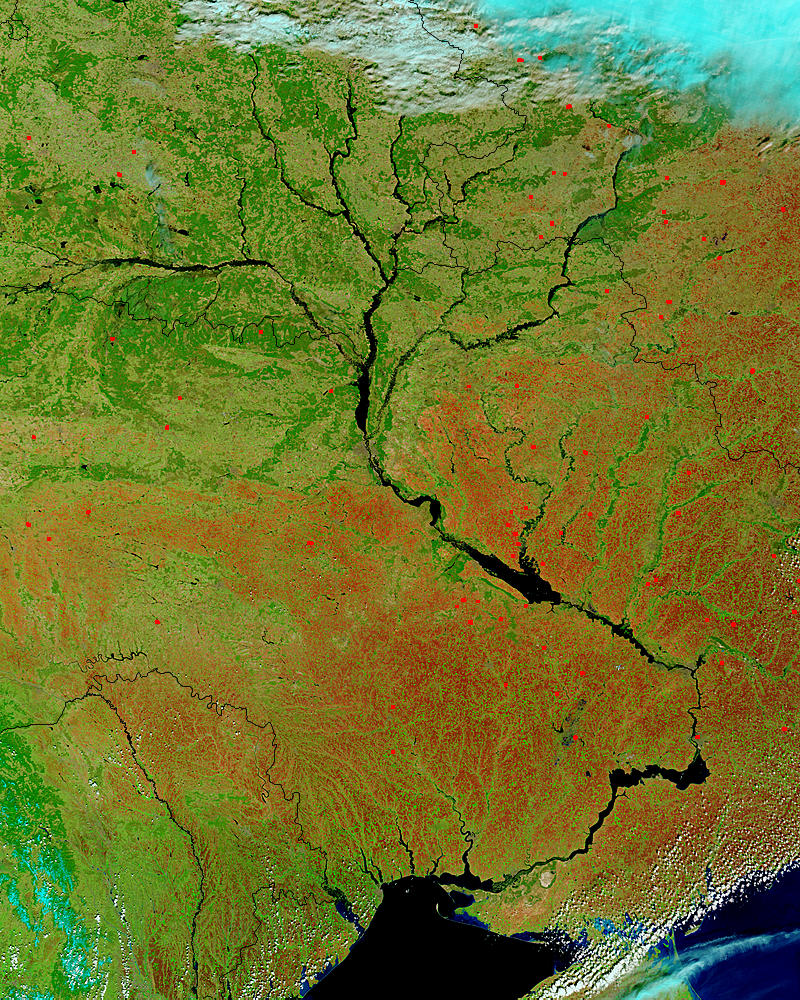
Le bassin du Dniepr vu de l'espace.

| Nom                              | Longueur | Bassin versant | Débit     | Rive   |
| -------------------------------- | -------- | -------------- | --------- | ------ |
| de la source à Kiev              |          |                |           |        |
| Drout                            | 295 km   | 5 020 km2      | 30 m3/s   | droite |
| Bérézina                         | 587 km   | 24 500 km2     | 145 m3/s  | droite |
| Soj                              | 648 km   | 42 100 km2     | 207 m3/s  | gauche |
| Pripiat                          | 710 km   | 121 000 km2    | 455 m3/s  | droite |
| Teteriv                          | 365 km   | 15 100 km2     | 18,4 m3/s | droite |
| Irpine                           | 142 km   | 3 140 km2      |           | droite |
| Desna                            | 1 130 km | 88 900 km2     | 360 m3/s  | gauche |
| de Kiev à Dnipropetrovsk         |          |                |           |        |
| Stouhna                          | 68 km    | 785 km2        |           | droite |
| Troubij                          | 113 km   | 4 700 km2      | 3,7 m3/s  | gauche |
| Ros                              | 346 km   | 12 575 km2     | 27 m3/s   | droite |
| Tiasmyn                          | 164 km   | 4 570 km2      | 6,6 m3/s  | droite |
| Soula                            | 365 km   | 19 600 km2     | 29 m3/s   | gauche |
| Psel                             | 717 km   | 22 800 km2     | 55 m3/s   | gauche |
| Mokri Yaly                       | 147 km   |                |           | gauche |
| Vorskla                          | 464 km   | 14 700 km2     | 36,4 m3/s | gauche |
| Oril                             | 346 km   | 9800 km2       |           | gauche |
| de Dnipropetrovsk à l'embouchure |          |                |           |        |
| Samara                           | 320 km   | 22 600 km2     | 17 m3/s   | gauche |
| Konka                            | 149 km   | 2 600 km2      |           | gauche |
| Bazavlouk                        | 157 km   | 4 200 km2      |           | droite |
| Inhoulets                        | 549 km   | 14 870 km2     | 8,5 m3/s  | droite |

## Centrales hydroélectriques et réservoirs
Le Dniepr a fait l'objet de travaux particulièrement importants pour produire de l'électricité et le rendre navigable. Les six barrages construits dans les années 1950 (le barrage de Dniepr a été construit en 1932 mais a été démoli durant la Seconde Guerre mondiale) fournissent 10 % de la production totale de l'Ukraine par Ukrhydroenergo. Étant un fleuve de plaine, les réservoirs résultant de ces aménagements ont noyé plus de 7 000 km2 de terres agricoles. Le tableau ci-dessous résume leurs principales caractéristiques (en allant de l'amont vers l'aval) :
| Réservoir    | Superficie | Volume max | Volume utile | Centrale hydroélectrique | Date inauguration | Puissance installée | Production annuelle | Remarque                                                                  |
| ------------ | ---------- | ---------- | ------------ | ------------------------ | ----------------- | ------------------- | ------------------- | ------------------------------------------------------------------------- |
| Kiev         | 922 km2    | 3,73 km3   | 1,17 km3     | Kiev                     | 1964              | 419 MW              | 683 GWh             |                                                                           |
| Kaniv        | 581 km2    | 2,48 km3   | 0,28 km3     | Kaniv                    | 1972              | 444 MW              | 972 GWh             |                                                                           |
| Krementchouk | 2 250 km2  | 13,52 km3  | 8,97 km3     | Krementchouk             | 1959              | 624 MW              | 1 500 GWh           |                                                                           |
| Kamianske    | 567 km2    | 2,46 km3   | 0,53 km3     | Cours moyen Dniepr       | 1964              | 352 MW              | 1 400 GWh           |                                                                           |
| Dniepr       | 420 km2    | 3,32 km3   | 0,85 km3     | DniproHES                | 1950              | 1 548 MW            | 4 008 GWh           | Construction initiale en 1932, détruit durant la Seconde Guerre mondiale. |
| Kakhovka     | 2 155 km2  | 18,18 km3  | 6,78 km3     | Kakhovka                 | 1956              | 357 MW              | 1 400 GWh           | Partiellement détruit le 6 juin 2023 durant la guerre Russo-Ukrainienne   |

## Aspect culturel

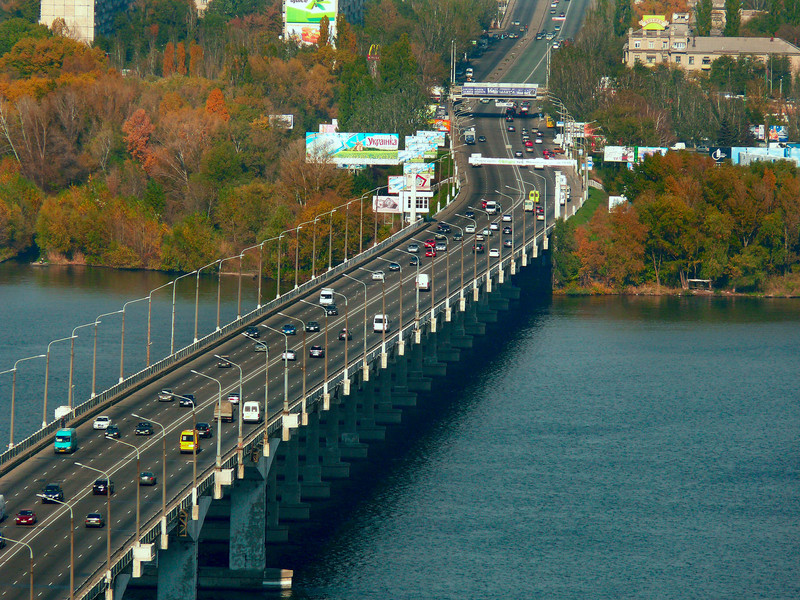
Le pont central sur le Dniepr à Dnipro.

Son importance a été soulignée par tous les patriotes ukrainiens au premier rang desquels le peintre et poète Taras Chevtchenko et par le fameux poème Le Testament qui évoque le Dnipro. C'est aussi un lieu de préservation de la nature avec le Parc national Biloozerskyï, l'Hidropark comme activité moderne.

## Navigation
Le cours du fleuve est navigable depuis l'embouchure jusqu'à Kiev. Les barrages permettent le passage par des écluses de navires allant jusqu'à 270 mètres de long par 18 mètres de largeur. Le canal Dniepr-Bug ouvre la navigation de la Baltique à la mer Noire. Le commerce est favorisé par un certain nombre de ports : le port fluvial de Kherson, le port de commerce de Kherson, le port fluvial de Zaporijjia, le port fluvial de Krementchouk, le port fluvial de Mykolaïv et des quais pour le transport de passagers.

## Alimentation en eau
Le Canal Dniepr - Donbass, qui prélève l'eau du Dniepr au niveau du Réservoir de Kamianske, en amont de la ville de Dnipro, et ouvert en 1981, en plus d'alimenter en eau les zones qu'il traverse vers le nord-ouest, palie au déficit en eau de la rivière Donets, depuis l'ouverture du Canal Siversky Donets-Donbass en 1958, dans lesquelles il pompe de grandes quantités d'eau, diminuant fortement le débit du Donets.

## Divers
- À ne pas confondre avec le Dniestr (1 232 km) qui est un fleuve qui coule dans l'Ouest de l'Ukraine et se jette aussi dans la mer Noire à faible distance de l’embouchure du Dniepr.
- Julian Scriabine, fils du compositeur Alexandre Scriabine, mourut noyé dans le Dniepr au niveau d'Irpin, l'année de ses 11 ans, quatre ans après la mort de son père.

### Sources et bibliographie
- Dnieper River dans encyclopediaofukraine.com (Encyclopedia of Ukraine)
- (en) Roman Adrian Cybriwsky, Along Ukraine's River A Social and Environmental History of the Dnipro (Dnieper), New York : Central European University Press, 2017 (ISBN 963-386-205-1, lire en ligne)  — Différents récits historiques et descriptifs portant sur le fleuve Dniepr, ses villes et ses aménagements. Livre en ligne
- Gabrielle Bouleau et ierre Lorillou, « Les paradigmes de la gestion transfrontalière à l'épreuve du Dniepr », Vertigo, vol. 4, no 3,‎ décembre 2003, p. 31-41 (DOI https://doi.org/10.4000/vertigo.7262, lire en ligne)Gestion des eaux transfrontalières du Dniepr.
- Marie-Nicolas Bouillet  et Alexis Chassang (dir.), « Dniepr » dans Dictionnaire universel d’histoire et de géographie, 1878 (lire sur Wikisource)